# جاستیکا آمریکایی
جاستیکا آمریکایی (نام علمی: Justicia americana) نام یک گونه از سرده مشعلی است.